# Dolní Dvořiště
Dolní Dvořiště (německy Unterhaid) je obec v jižní části okresu Český Krumlov známá především jedním z nejdůležitějších silničních hraničních přechodů mezi ČR a Rakouskem – hraniční přechod Dolní Dvořiště – Wullowitz. Žije zde přibližně 1 400 obyvatel. Obec leží na rozhraní mezi Šumavou a Novohradskými horami. Střed obce je vzdálen 28 km jižně od Českého Krumlova. Nejbližšími městy jsou: Kaplice (10 km S), Vyšší Brod (13 km Z) a Freistadt (v Rakousku, 19 km J).

## Historie
Dolní Dvořiště je poprvé připomínáno v roce 1279, která právně potvrzuje podřízení dolnodvořišťského kostela vyšebrodskému klášteru. Později se pro Dolní Dvořiště objevila i latinská pojmenování – Merica Philipi (Filipova pastvina), Merica inferior, Merica Rinoldi, v některých písemných dokladech jsou uváděny i názvy jako Dolní Myšlany a Dolní Bor.
Městečko na zemské stezce z Čech do Rakouska bylo založeno pány z Rožmberka někdy ve 13. století. Jeho znak pochází z doby kolem roku 1380. V roce 1400 byla zahájena výstavba dnešní farní kostel sv. Jiljí na náměstí.
Vlastnictví po rodu Rožmberků převzali Švamberkové. Kvůli jejich účasti na protihabsburském odboji v době stavovského povstání jim byly majetky zabaveny, a Dolní Dvořiště převzal rod Buquoyů. Již tehdy byla většina obyvatel ve městečku německé národnosti.
V 1. polovině 19. století byla v bezprostřední blízkosti obce vystavěna koněspřežná dráha České Budějovice – Linec (1. na evropském kontinentě). V roce 1890 žilo v městečku (bez dnešních okolních osad) 736 obyvatel, z toho jen 12 Čechů (1,6 %).
V létě roku 1920 byla v obci založena vedle již od 16. století existující čtyřtřídní německé školy, nejprve jednotřídní, od roku 1924 dvoutřídní česká škola, která nejprve sídlila v různých objektech v obci, využívala např. místnost na radnici, později jednu učebnu v německé škole (dnešní budova školky). 24. srpna roku 1924 byl položen základní kámen nové školní budovy, která byla slavnostně otevřena dne 13. září 1925.
V důsledku uzavření Mnichovské dohody bylo území obce v letech 1938 až 1945 přičleněno k nacistickému Německu. Po druhé světové válce byla většina německého obyvatelstva odsunuta, čímž v takřka zcela německé obci velmi výrazně poklesl počet obyvatel. Obec byla dosídlena lidmi z vnitrozemí a ze Slovenska. V 50. letech zanikla v nynějším obvodu obce tato sídla: Babí, Benčice, Bludov, Cetviny, Dolní Kaliště, Drochov, Horní Kaliště, Klopanov, Lipoltov, Mikoly, Mikulov, Mladoňov, Morašov, Přibyslavov, Sejfy, Sosnice, Štědrkov, Zbraslav, Žibřidov. Obec prošla obdobím kolektivizace a zakládání jednotných zemědělských družstev, která postupně zanikla. V letech 1964-1994 (1998) zde hospodařil státní statek Dolní Dvořiště. V roce 1961 byly k obci připojeny vesnice Jenín, Rybník a Trojany. V roce 1981 byly k obci připojeny vesnice Budákov, Rychnov nad Malší, Tichá a Všeměřice.
Po roce 1989 v obci vzniklo velké množství nevěstinců a hazardních podniků, někdy přestavěných z objektů bývalých rot Pohraniční stráže nebo ze zemědělských staveb. Prostitutky stávaly také podél silnice. Obec si na hlídání pořádku najala bezpečnostní agenturu a nočních klubů od 90. let již ubylo.

## Obecní správa

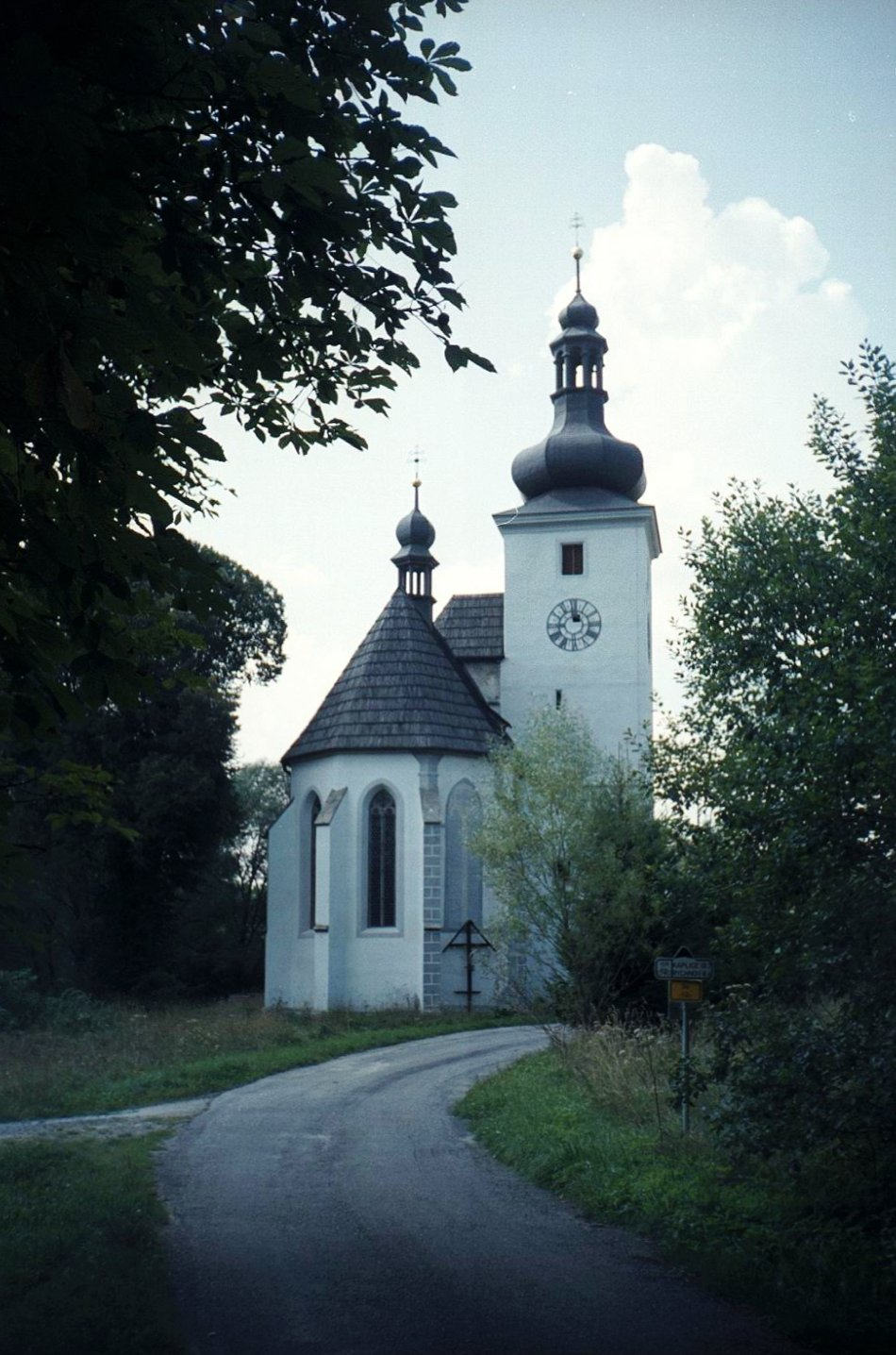
Gotický kostel v bývalém městečku Cetviny, 11 km od Dolního Dvořiště

### Části obce
Katastr obce má 90 km²; přičemž sahá od Malše až k Vltavě. Od východu na západ měří 17 km, od severu k jihu 13 km. 
Obec Dolní Dvořiště se skládá z osmi částí na osmi katastrálních územích:
- Budákov (i název k. ú.)
- Dolní Dvořiště (i název k. ú.)
- Jenín (i název k. ú.)
- Rybník (i název k. ú.)
- Rychnov nad Malší (i název k. ú.)
- Tichá (i název k. ú.)
- Trojany (i název k. ú.)
- Všeměřice (i název k. ú.)

## Demografie

### Vývoj počtu obyvatel
| Rok sčítání    | 1869  | 1900  | 1930  | 1950  | 1970  | 1980  | 1991  | 2001  |
| Počet obyvatel | 5 259 | 4 857 | 4 607 | 1 244 | 1 110 | 1 165 | 1 210 | 1 281 |

### Sčítání lidu, 2001
- Počet obyvatel: 1 281
- Národnost:
  - česká: 84,1 %
  - slovenská: 7,4 %
  - německá: 1,3 %
  - ukrajinská: 1,3 % Socha Sv. Jana Nepomuckého na náměstí

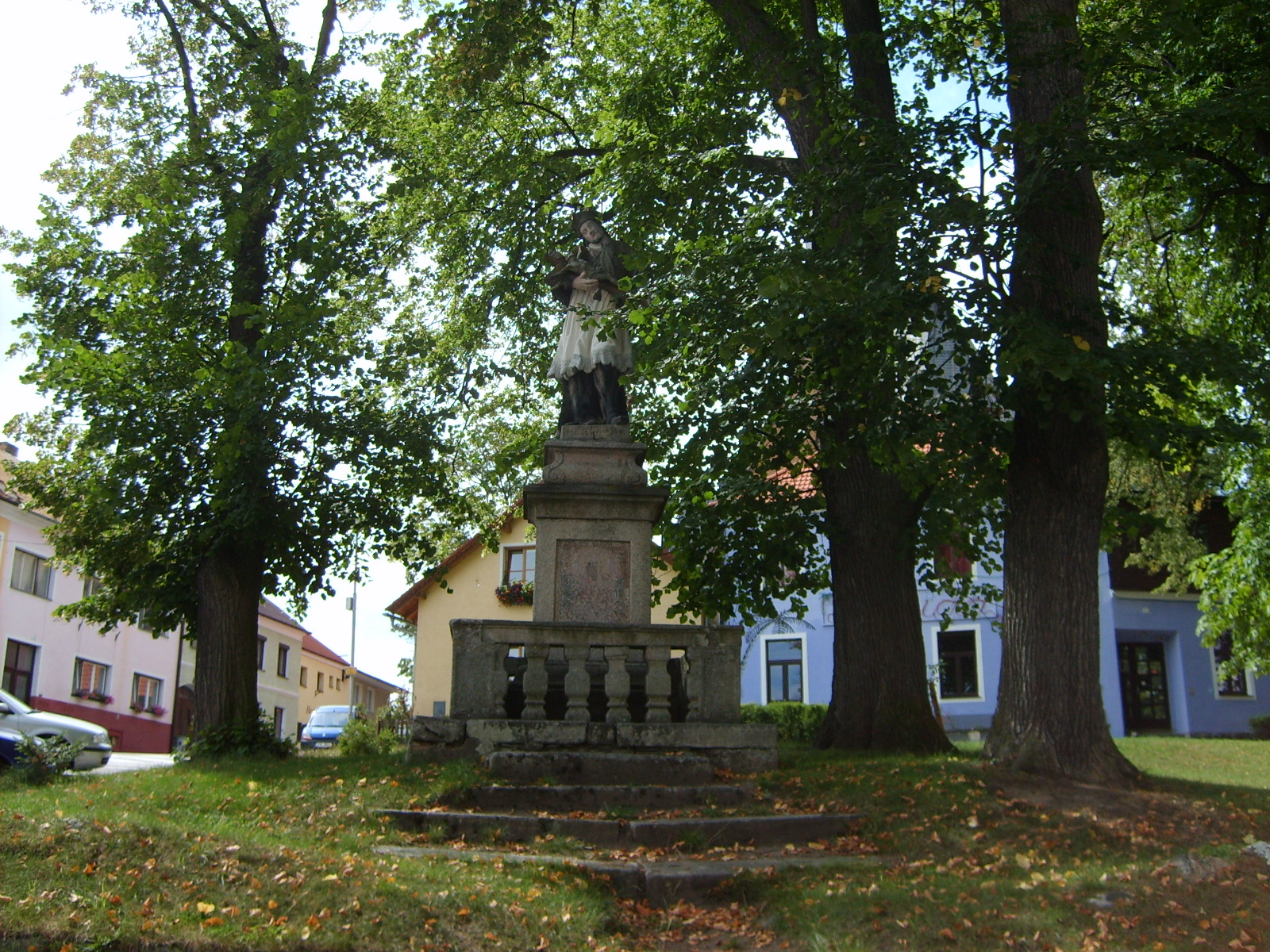
Socha Sv. Jana Nepomuckého na náměstí

- Náboženské vyznání: věřící:26,3 %, z toho:
  - římskokatolická církev: 83,1 %
  - pravoslavná církev: 3,6 %
- Ekonomická aktivita: ekonomicky aktivní: 715, z toho:
  - nezaměstnaní: 6,43 %
  - zaměstnaní v průmyslu: 35,2 %
  - v zemědělství: 14,7 %
  - ve stavebnictví: 8,7 %
  - v obchodu: 7,3 %
  - v dopravě, poště a telekomunikacích: 6,4 %

### Údaje z roku 2007 (podle MV ČR)
- Počet obyvatel: 1 368 , z toho:
  - podíl mužů: 51,0 %
  - podíl dětí do 15 let: 17,9 %
- Průměrný věk: 35,8 let

### Sčítání lidu, 2011
- Počet obyvatel: 1 254
  - Počet mužů: 650
  - Počet žen: 604

- Národnost:
  - česká: 59,5 %
  - slovenská: 3,5  %
  - bez uvedení národnosti: 34,1 %

## Pamětihodnosti

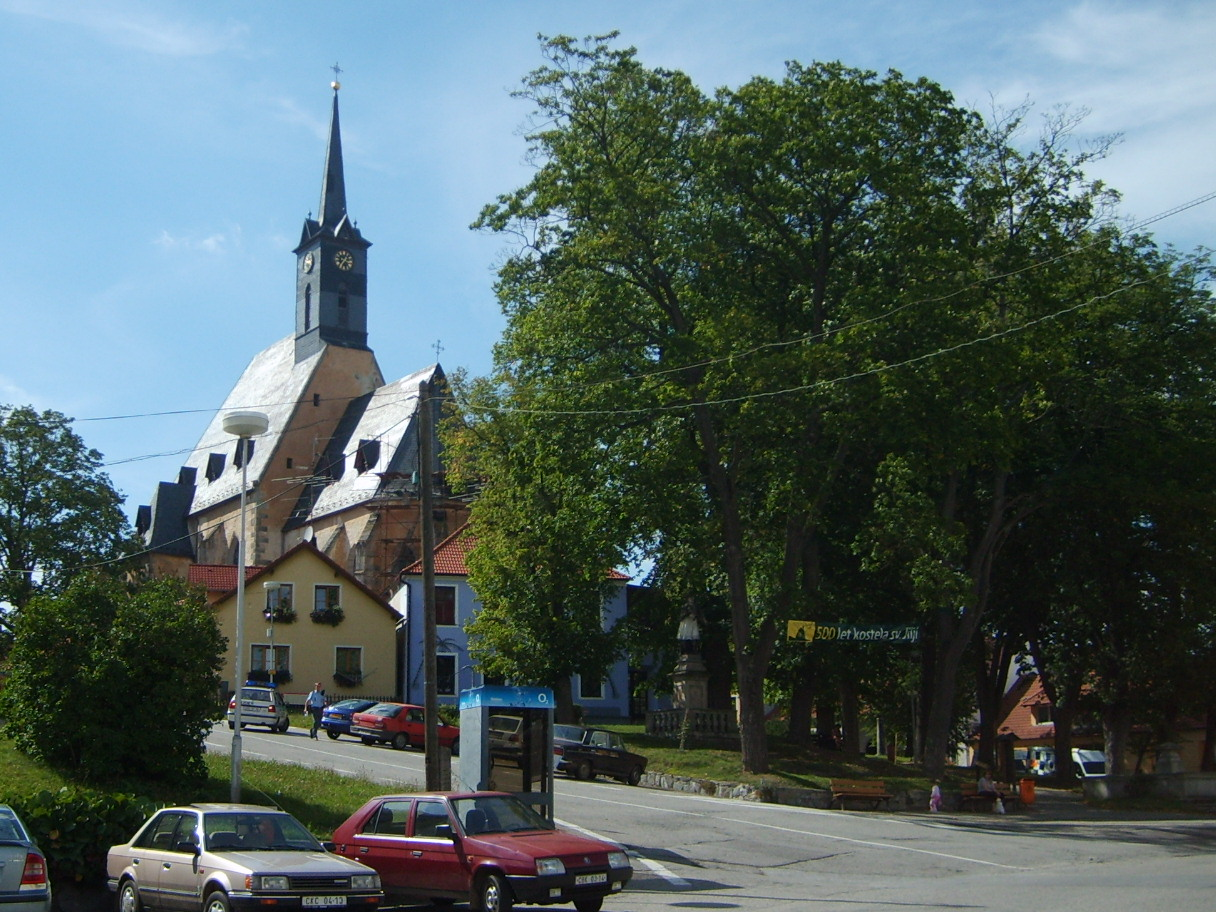
Gotický kostel na náměstí v Dolním Dvořišti, který byl dostavěn právě před 500 lety

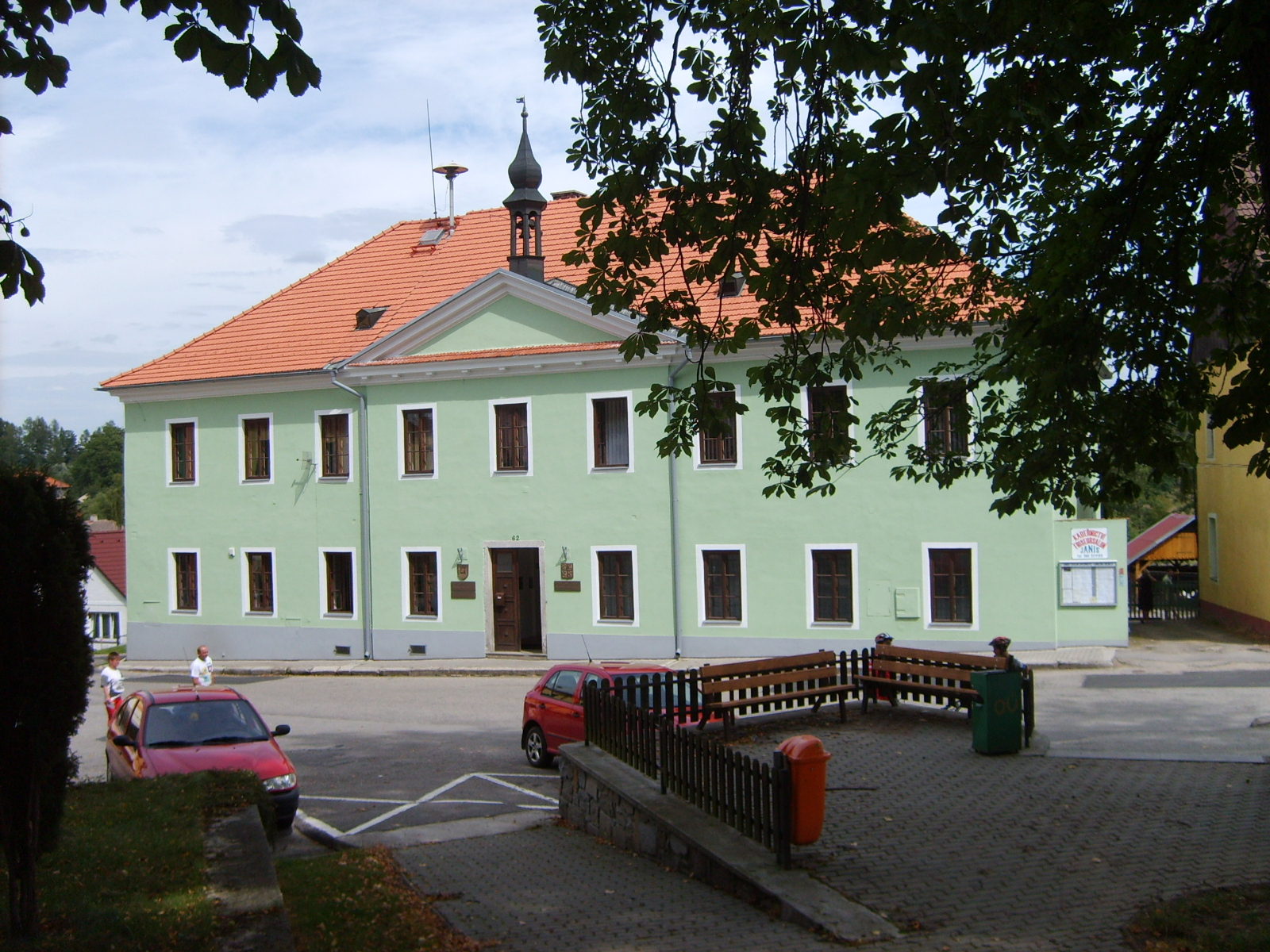
Radnice na náměstí

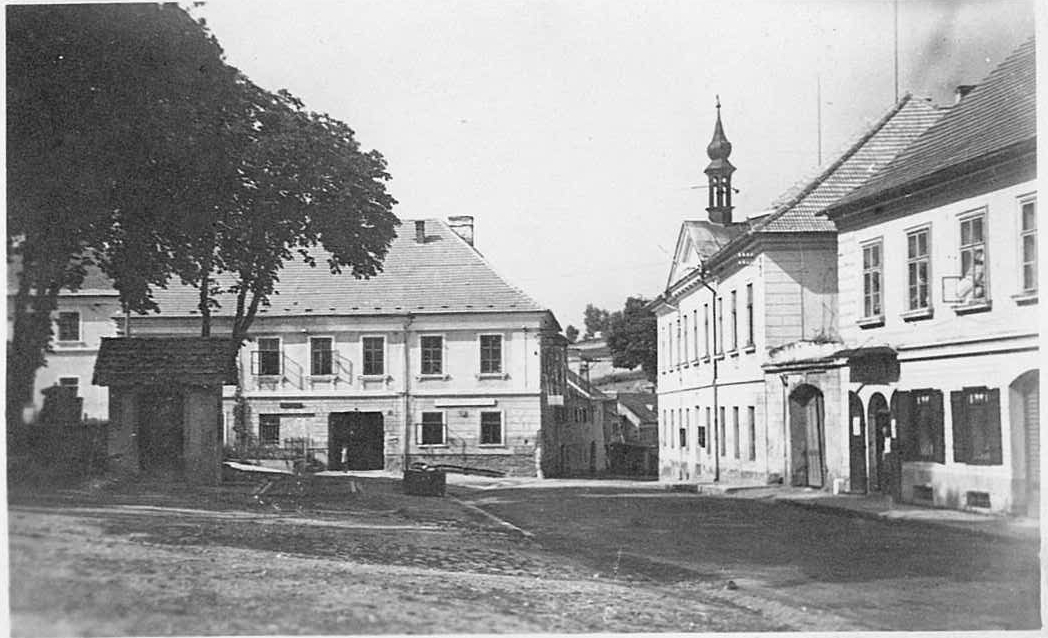
Náměstí v době první republiky

Území obce je mimořádně bohaté zejména na památky z období gotiky.
Dolní Dvořiště – náměstí
- Farní kostel svatého Jiljí – gotická dominanta obce stojící uprostřed náměstí. Kostel byl stavěn v letech 1400–1507 a je významnou památkou z období pozdní gotiky v jižních Čechách.
- Socha svatého Jana Nepomuckého – v barokním slohu z roku 1726
- Kašna
- Radnice – vystavěna na starších základech v roce 1850.
- Fara

Rychnov nad Malší
- Gotický kostel svatého Ondřeje – vystavěn na počátku 14. století, jedna z nejstarších staveb na území obce

Cetviny
- Gotický kostel Narození Panny Marie – jedna ze tří dochovaných staveb ze zaniklé obce. První zmínka o kostele pochází již z roku 1384.

Tichá
- Tvrz – vybudovaná ve 14. století pány z Velešína. Dodnes se zachovalo pouze torzo věže.

## Chráněná území
- Do území obce zasahuje Přírodní park Novohradské hory a Přírodní památka Horní Malše.
- Do katastrálních území Dolní Dvořiště, Rybník a Trojany zasahuje ochranné pásmo národní kulturní památky koněspřežná dráhy České Budějovice – Linec.[13]

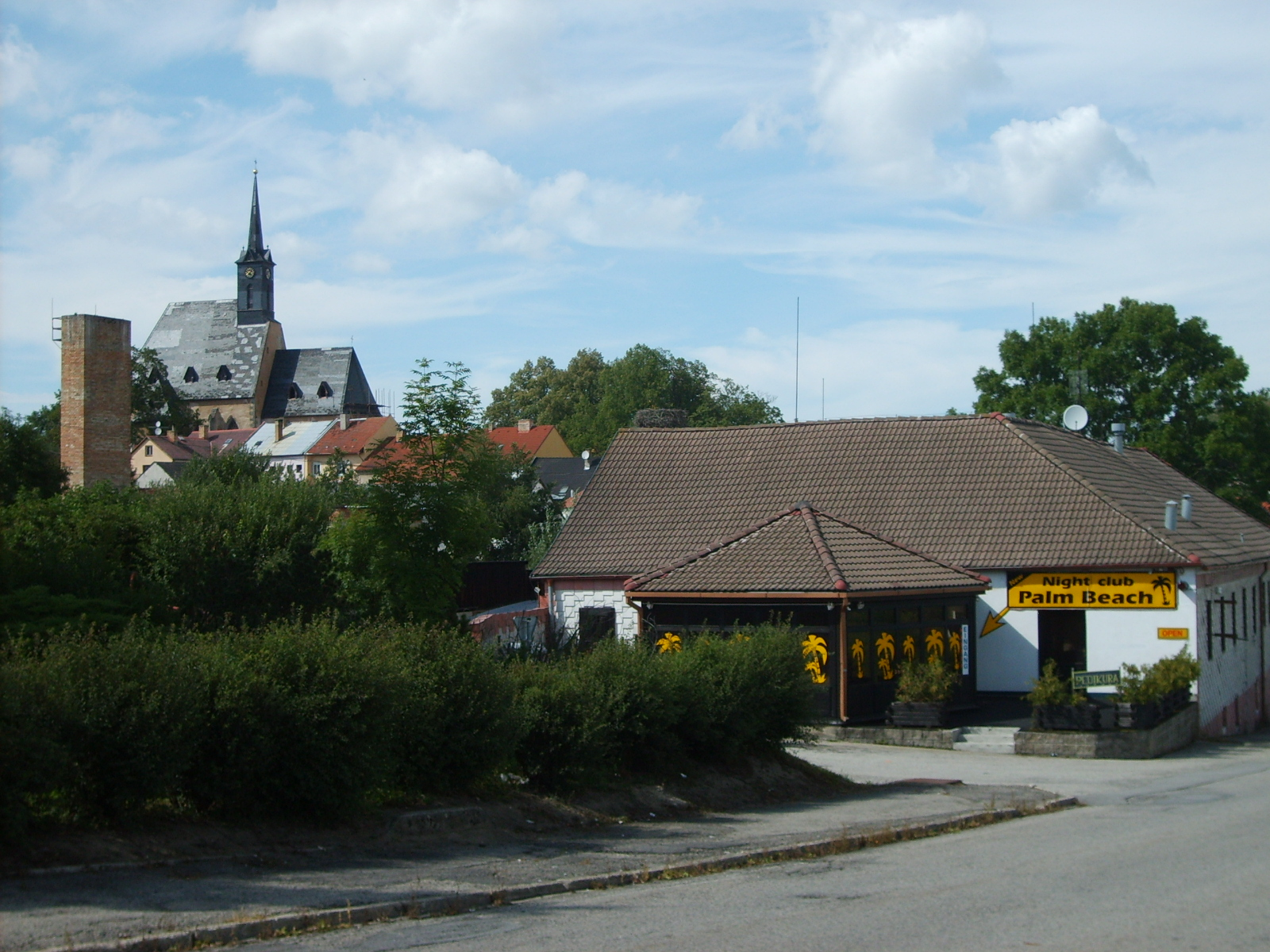
Jeden z nočních klubů přímo uprostřed obce. V pozadí kostel

## Společnost

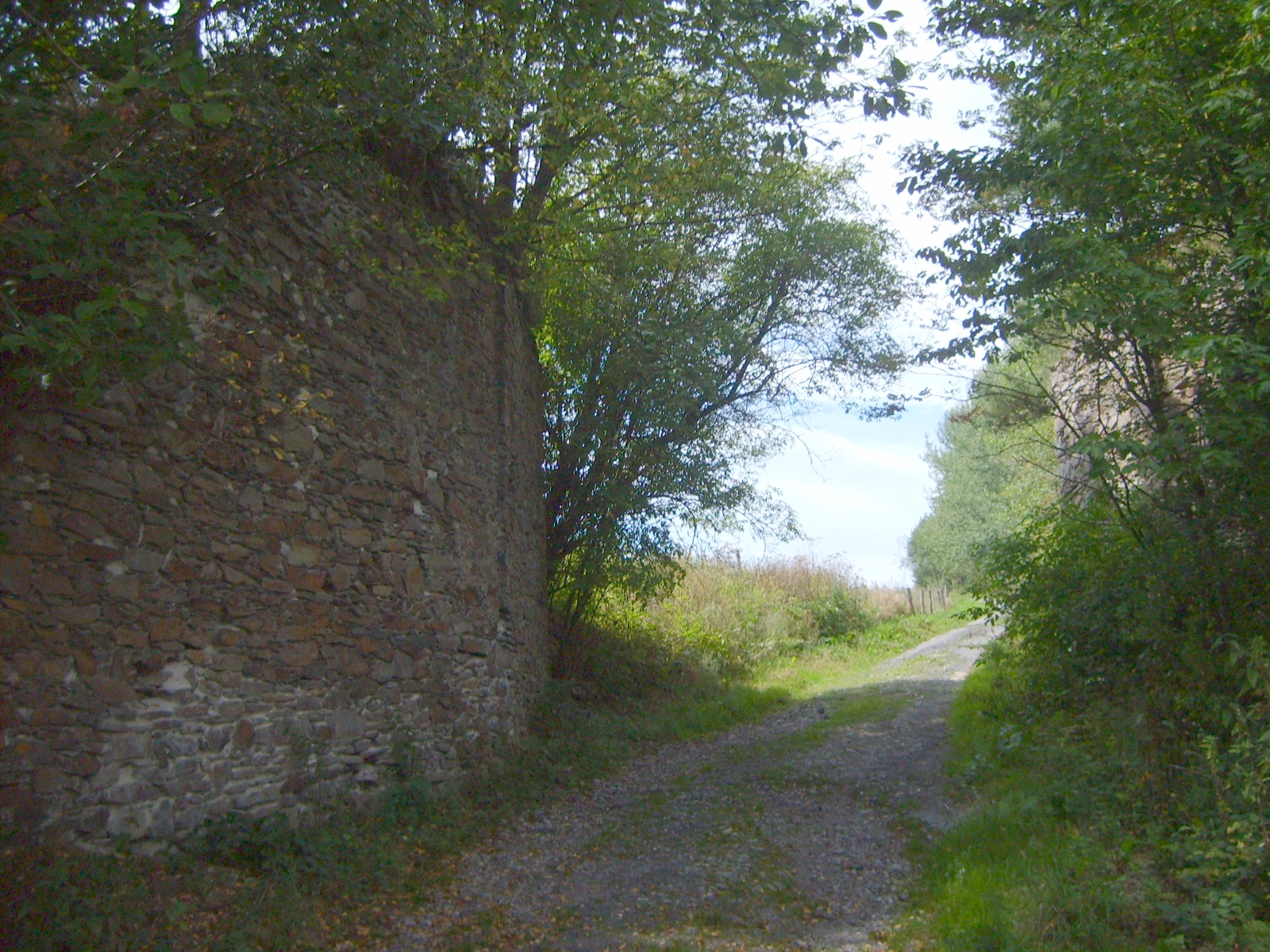
Mostek bývalé koněspřežné dráhy při pěší cestě směrem na Trojany a Rožmberk nad Vltavou

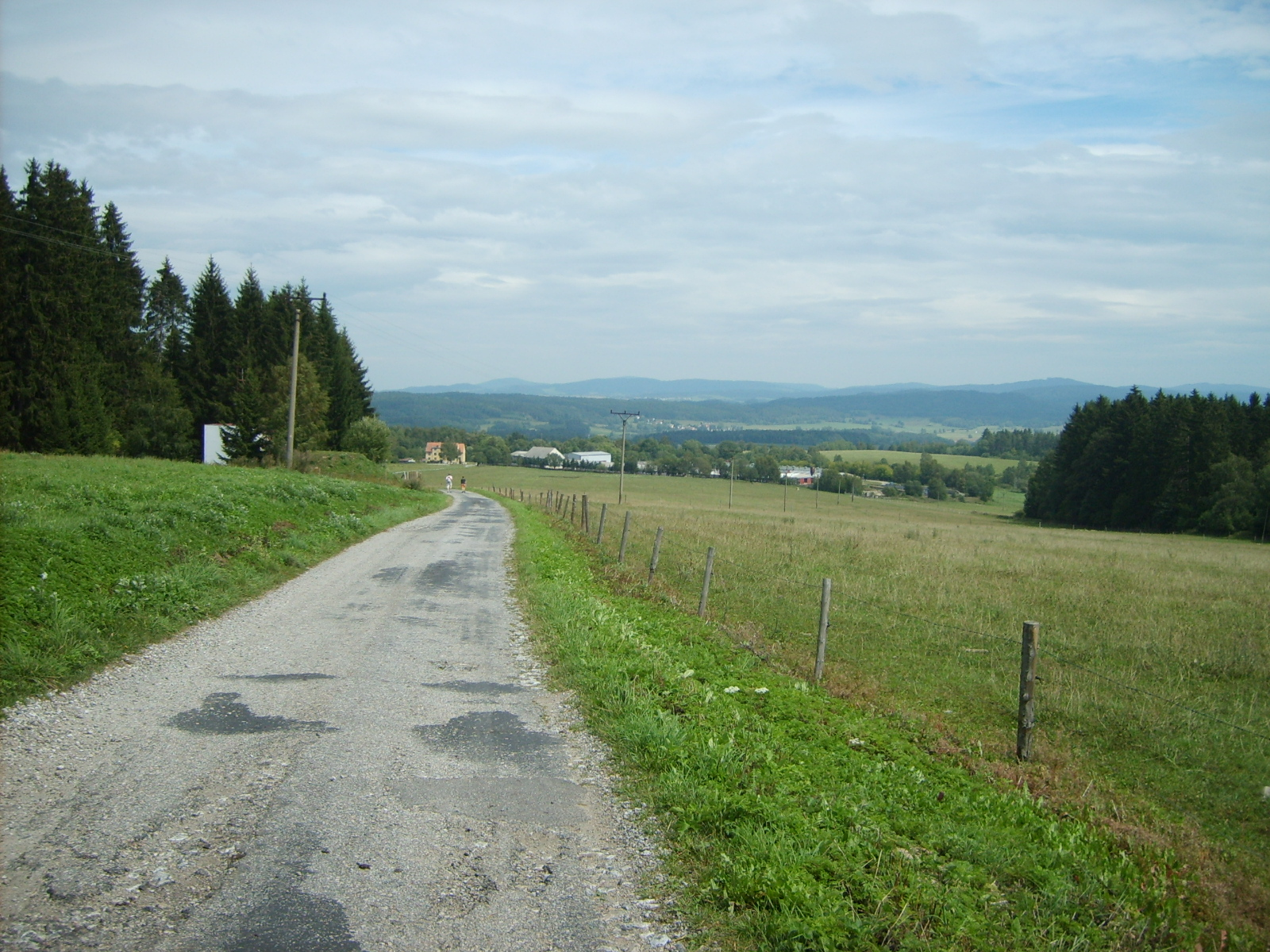
Výhled do krajiny u osady Trojany

Obec má příjmy z provozu kasin a příjmy investuje do zvelebení obce. V Dolním Dvořišti obec řeší opravu prodejny potravin, která je uzavřena od 23. 10. 2018.
Podél silnic postupně vzniklo 5 benzínových čerpacích stanic. Z hlediska občanské vybavenosti mají občané městečka možnost využít poštu a zdravotní středisko. V obci existuje základní a mateřská škola, své oddělení zde má Pohraniční policie. V obci je velké množství stravovacích a ubytovacích zařízení.

## Doprava

### Hraniční přechod
Dolní Dvořiště je všeobecně známé zejména díky zdejšímu hraničnímu přechodu do Rakouska s názvem Dolní Dvořiště – Wullowitz, který je v případě dočasného znovuzavedení ochrany vnitřních hranic reaktivován.

#### Historie hraničního přechodu
Celnice prošla již před rokem 1989 značnými úpravami spojenými s rozšířením její kapacity (výstavba kamionky, výstavba nové správní budovy, výstavba vízovky). Hraniční přechod se před zrušením hraničních kontrol několikrát stal místem protestů rakouských ekologických aktivistů proti Jaderné elektrárně Temelín, kteří jeho blokádami zdržovali plynulost mezinárodního provozu. Po roce 1989 v bezcelním prostoru vznikly obchody Duty Free Shop a benzínová pumpa. Po vstupu ČR do Evropské unie a s tím spojeným ukončením celních kontrol na hranicích došlo ke snížení zátěže okolí přechodu kamiony čekajícími na spediční odbavení. Po vstupu ČR do schengenského prostoru a s tím souvisejícím odstraněním pasové kontroly ztratil objekt celnice svůj význam a byl převeden z majetku státu do majetku obce. Bylo demontováno zastřešení osobní celnice a objekty jsou pronajaty podnikatelským subjektům. V prostoru celnice v samostatném objektu zůstává služebna Policie ČR.
V prostoru celnice (západně od ní) stával objekt 2. roty 15. brigády Pohraniční stráže. V současné době je v objektu hotel.
V roce 1981 se hraniční přechod objevil v televizním filmu Příjemce platí v dolarech. Ve stejném roce se záběr na obec od koněspřežní železnice objevil ve filmu Neříkej mi majore!. Téhož roku 27. dubna došlo na tomto hraničním přechodu k zadržení francouzského karavanu převažujícím pašované tiskoviny a tisková technologická zařízení - případ vešel do dějin kriminalistiky pod názvem Případ Karavan.

### Určená místa na turistických stezkách
Na turistických stezkách Cetviny - Hammern a Cetviny - Mairspindt. jsou určená místa pro přechod hranice.

### Silniční doprava
Dolní Dvořištěm prochází cyklistická trasa 12.
Dolní Dvořiště leží na křižovatce silnic I/3 a II/163.
Silnice I/3 je jednou z nejvýznamnějších spojnic České republiky a Rakouska s velmi hustým provozem. Dříve vedla přímo skrz obec, ale vzhledem k obrovskému nárůstu osobní i nákladní automobilové dopravy po roce 1989 byla před Dvořištěm přeložena, a obchází městečko západním obchvatem. V úseku od hranice přibližně ke Kaplici je na silnici zaznamenáván zvýšený počet dopravních nehod (k nejtragičtější autobusové nehodě s 20 oběťmi došlo v březnu 2003 u Nažidel). Situaci zlepší výstavba dálnice D3, která má být v úsecích Kaplice nádraží – Nažidla a Nažidla – Dolní Dvořiště zprovozněna v roce 2025.
Silnice II/163 začíná v obci Černá v Pošumaví a vede podél lipenské vodní nádrže přes Frymburk do Lipna, a dále podél Vltavy do Vyššího Brodu. Tam se od toku Vltavy odpojuje a pokračuje rovně k Dolnímu Dvořišti.

#### Autobusová doprava
Historie autobusové dopravy v Dolním Dvořiště se píše od roku 1931, kdy byly zprovozněny dvě soukromé linky na trase Rybník – Dolní Dvořiště – Rychnov nad Malší – Tichá – Cetviny.[zdroj?]

##### Autobusové linky
- Kaplice – Dolní Dvořiště, Tichá (ČSAD České Budějovice, prov. Kaplice)
- Kaplice – Rožmberk nad Vltavou - Frymburk (ČSAD České Budějovice, prov. Kaplice)
- Kaplice – Dolní Dvořiště - Horní Dvořiště, Český Heršlák (ČSAD České Budějovice, prov. Kaplice)

### Železniční doprava
Katastrem obce prochází tratě 195 a 196.
Trať 196 je vedena z Českých Budějovic na železniční hraniční přechod Horní Dvořiště, odkud dále pokračuje do Lince. V českém úseku vznikla většinou přestavbou nejstarší evropské železnice - původní koněspřežky. V roce 2001 prošla rekonstrukcí a byla elektrifikována. Na území obce leží přestupní stanice Rybník. Jsou po ní vedeny osobní vlaky i mezinárodní rychlíky do Rakouska, Švýcarska a Itálie.
Trať 195 – tzv. Vyšebrodská elektrická dráha (Rybník–Lipno nad Vltavou) vznikla v roce 1911 a již od počátku provozu byla elektrifikována. Projekt elektrifikace je dílem českého technika Františka Křižíka. Také tato trať prošla přestavbou spočívající v úpravě elektrických částí a ve změně provozního napětí.

## Osobnosti
- Hans Watzlik (1879–1948), spisovatel